# Girardinus cubensis
 Girardinus cubensis  és un peix de la família dels pecílids i de l'ordre dels ciprinodontiformes.

## Morfologia
Els mascles poden assolir els 2,6 cm de longitud total i les femelles els 4,6.

## Distribució geogràfica
Es troba a Cuba.